# Кава з кардамоном
«Кава з кардамоном» — роман польської письменниці Йоанни Ягелло, вперше опублікований у Wydawnictwo Literatura 2011 року і одразу був номінований на «Книжку року 2011» польської секції IBBY. Також роман отримав номінацію на нагороду Donga і потрапив у «Список скарбів» Музею дитячої книги.
В Україні «Кава з кардамоном» входить до шкільної програми із зарубіжної літератури 10-го класу.

## Пов'язані твори
Цей роман започаткував цикл про Лінку:
1. «Кава з кардамоном»
2. «Шоколад із чилі»
3. «Тирамісу з полуницями»
4. «Молоко з медом»

## Сюжет
15-річна Лінка живе з мамою та вітчимом, але згодом мати стає щораз дратівливішою, а вітчим щораз пізніше повертається з роботи. Тож обов'язок доглядати молодшого братика лягає на плечі сестри, якій ще й випускні іспити в гімназії незабаром потрібно складати. У всіх цих життєвих обставинах вона почувається самотньою. Особливо коли мама кудись змушена поїхати. Окрім сім'ї в Лінки доволі складні стосунки найкращою подругою, проблеми в школі.
І коли дівчина їде в гості до бабусі, то випадково натрапляє на одну фотокартку. Такий собі скелет у шафі, геть незрозумілий. Лінка починає своє приватне розслідування.
Роман надзвичайно динамічний. А в перервах Ви точно захочете заварити собі каву з кардамоном, як це роблять герої книжки.

## Видання українською мовою
«Кава з кардамоном»: роман / Йоанна Яґелло. Переклад з польської — Божени Антоняк. — Львів: Урбіно, 234 с. 2013. ISBN 978-966-2647-10-5

## Рецензії
1. Володимир Чернишенко (15.03.2013). Читане: Кава з Кардамоном [Архівовано 2 липня 2019 у Wayback Machine.]
2. Валентина Вздульська. Дівчата, кардамон і скелети в шафі. kazkarka.com.
3. Ольга Деркачова (11.04.2013). 230 гр радості. Буквоїд [Архівовано 14 квітня 2013 у Wayback Machine.]
4. Ольга Купріян (6.08.2013). Про каву з кардамоном. Читацькі нотатки Христі Нечитайко [Архівовано 3 серпня 2019 у Wayback Machine.]
5. Христина Содомора (6.04.2016). Родинні таємниці як іспит на зрілість. БуквоМама [Архівовано 27 грудня 2021 у Wayback Machine.]